# Championnats du monde Pro de ski de vitesse 2003
Navigation
2002 Pro 2004 Pro
Les Championnats du monde Pro de ski de vitesse 2003 (appelés aussi Mondial Pro) se sont déroulés le 2 avril 2003 aux Arcs sous l'égide de l'association France Ski de vitesse.

## Organisation
Ils se disputent sur une épreuve unique courue sur une piste sans limitation de vitesse (alors que les épreuves de cette époque organisées par la FIS  sont limitées à 200 km/h).
Ce ne sont pas les uniques championnats du monde organisés en 2000 car la FIS a organisé ses propres championnats du monde à Salla quatre jours plus tôt. De nombreux skieurs participent aux 2 compétitions.
Un titre est décerné dans chaque catégorie :
- S1 (Speed One) : la catégorie-reine (avec équipements spéciaux)
- SDH (Speed Downhill) : l'anti-chambre de la catégorie S1 (avec équipement de descente de ski alpin)
- S1 Juniors : les juniors (U21 : moins de 21 ans) en S1
- SDH Juniors : les juniors en SDH

## Podiums

### Hommes
| Épreuves    | Or              | Argent          | Bronze                          |
| ----------- | --------------- | --------------- | ------------------------------- |
| S1          | John Hembel     | Meryn Vunderink | Martin Lachaud Jukka Viitasaari |
| SDH         | Simone Origone  | Serge Perroud   | Jan Sauperl                     |
| S1 Juniors  | Philippe Gabail |                 |                                 |
| SDH Juniors | Jimmy Montès    | Olivier Granier | Dominick Jechoux                |

### Femmes
| Épreuves    | Or              | Argent                       | Bronze          |
| ----------- | --------------- | ---------------------------- | --------------- |
| S1          | Sanna Tidstrand | Kati Metsäpelto Tracie Sachs | -               |
| SDH         | Clarisse Jasmin | Karine Godel                 |                 |
| S1 Juniors  | Sanna Tidstrand |                              |                 |
| SDH Juniors | Anaïs Bruzaud   | Ilaria Colonna               | Manon Carbonnel |

## Résultats détaillés

### Hommes S1
| \| Rang \| Skieur \| Vitesse \| \| ------------------ \| ---------------- \| ----------- \| \| Médaille d'or \| John Hembel \| 231,51 km/h \| \| Médaille d'argent \| Meryn Vunderink \| 231,36 km/h \| \| Médaille de bronze \| Martin Lachaud \| 230,62 km/h \| \| Médaille de bronze \| Jukka Viitasaari \| 230,62 km/h \| \| 5 \| Johan Rousseau \| 230,33 km/h \| \| 6 \| Philippe May \| 229,45 km/h \| \| 7 \| Markku Tammela \| 229,01 km/h \| \| 7 \| Aleš Brezavšček \| 229,01 km/h \| \| 9 \| Marc Poncin \| 227,70 km/h \| \| 10 \| Jay Sandelin \| 227,56 km/h \| |                  |             |
| Rang | Skieur           | Vitesse     |
| Médaille d'or | John Hembel      | 231,51 km/h |
| Médaille d'argent | Meryn Vunderink  | 231,36 km/h |
| Médaille de bronze | Martin Lachaud   | 230,62 km/h |
| Médaille de bronze | Jukka Viitasaari | 230,62 km/h |
| 5 | Johan Rousseau   | 230,33 km/h |
| 6 | Philippe May     | 229,45 km/h |
| 7 | Markku Tammela   | 229,01 km/h |
| 7 | Aleš Brezavšček  | 229,01 km/h |
| 9 | Marc Poncin      | 227,70 km/h |
| 10 | Jay Sandelin     | 227,56 km/h |

### Femmes S1
| \| Rang \| Skieuse \| Vitesse \| \| ----------------- \| ---------------- \| ----------- \| \| Médaille d'or \| Sanna Tidstrand \| 222,09 km/h \| \| Médaille d'argent \| Kati Metsäpelto \| 215,96 km/h \| \| Médaille d'argent \| Tracie Sachs \| 215,96 km/h \| \| 4 \| Elena Banfo \| 206,54 km/h \| \| 5 \| Teria Davies \| 205,36 km/h \| \| 6 \| Jaana Viitasaari \| 195,54 km/h \| \| 7 \| Linda Baginski \| 192,82 km/h \| \| 8 \| Currie Serenity \| 174,41 km/h \| |                  |             |
| Rang | Skieuse          | Vitesse     |
| Médaille d'or | Sanna Tidstrand  | 222,09 km/h |
| Médaille d'argent | Kati Metsäpelto  | 215,96 km/h |
| Médaille d'argent | Tracie Sachs     | 215,96 km/h |
| 4 | Elena Banfo      | 206,54 km/h |
| 5 | Teria Davies     | 205,36 km/h |
| 6 | Jaana Viitasaari | 195,54 km/h |
| 7 | Linda Baginski   | 192,82 km/h |
| 8 | Currie Serenity  | 174,41 km/h |